# Vrede (chanson)
Pour les articles homonymes, voir Vrede (homonymie).
Chansons représentant les Pays-Bas au Concours Eurovision de la chanson
Wijs me de weg
(1992) Waar is de zon?
(1994)
Vrede (en français Paix) est la chanson représentant les Pays-Bas au Concours Eurovision de la chanson 1993, à Millstreet, en Irlande. Elle est interprétée par la chanteuse Ruth Jacott.

## Sélection
Ruth Jacott est choisie en interne pour représenter les Pays-Bas au Concours Eurovision de la chanson. Sa chanson sera choisie lors du Nationaal Songfestival 1993, émission qui a lieu le 26 mars 1993 à la discothèque Escape à Amsterdam. Huit chansons furent sélectionnées, toutes sont chantées par Jacott. La chanson gagnante est choisie selon le classement des douze régions néerlandaises lors d'un télévote (une première) et un jury de professionnels. Elle n'est pourtant pas celle qu'aurait choisie la chanteuse.

## Eurovision
La chanson est la vingtième de la soirée, succédant à Better the Devil You Know, interprétée par Sonia, pour le Royaume-Uni, et précédant Don't Ever Cry, interprétée par Put, pour la Croatie.
La chanson obtient 92 points et finit à la sixième place sur vingt-cinq participants.

### Points attribués aux Pays-Bas
| 12 points | 10 points                      | 8 points                     | 7 points                                    | 6 points                     |
| --------- | ------------------------------ | ---------------------------- | ------------------------------------------- | ---------------------------- |
| - Irlande | - Bosnie-Herzégovine - Norvège |                              | - Allemagne - Belgique - Espagne - Slovénie | - Islande - Italie - Turquie |
| 5 points  | 4 points                       | 3 points                     | 2 points                                    |                              |
| - Suède   |                                | - Autriche - Croatie - Malte |                                             |                              |